# 德隆·威廉姆斯
德隆·迈克尔·威廉斯（英語：Deron Michael Williams，1984年6月26日—），綽號D-Will，美國職業籃球運動員，司職控球後衛，曾經與克里斯·保羅齊名，但也是NBA少數巔峰期實力驟降超快的球員。

## 早年生活
德隆·威廉斯出生在美國西維吉尼亞州帕克斯伯格市，幼時父母離異，威廉斯三歲時被母親帶往德克薩斯州達拉斯，威廉斯小時候是個優秀的摔角選手，分別1993年和1997年贏得兩次德克薩斯州冠軍，中學開始才接觸正規的籃球訓練。

## 高中時期
威廉斯就讀當地的籃球名校The Colony High School，高中三年威廉斯與隊友布拉西·萊特稱霸德州無敵手，威廉斯在高二那一年，場均有17分、9.4助攻和、2抄截，幫助球隊以32勝2負的戰績打到全國半決賽，隔一年則繳出17.6分、8.5助攻、6.1籃板及2.6抄截的表現，整季29勝2負打到德州半決賽才出局。
雖然高中已經打出名氣，但威廉斯沒有像隊友萊特一般，如願進入自己理想的大學，威廉斯原本嚮往到北卡大學或亞利桑那大學但沒能獲得青睞，最終威廉斯接受了位於十大聯盟的傳統名校伊利诺伊大学的招募。

## 大學生涯
伊利诺伊大学屬於NCAA六大頂級分區聯賽－十大聯盟的元老強權，做為大學新鮮人的威廉斯受到教練比爾·塞爾夫的看重，32場比賽中有30場先發，且以場均 4.53  次助攻排在十大聯盟第三位。
他與隊友迪·布朗二人合力幫助球隊於十大聯盟奪得第2名。
隔年在新任教練布魯斯·韋伯的執教下，威廉斯的數據有顯著的提升，他安排威廉斯、迪·布朗與盧瑟·海德組成三衛陣容，他們幫助球隊於以13勝3負名列十大聯盟第一，這是隊史自1952年後的第一次，整季26勝7負以第5種子前進NCAA總錦標，並在前兩輪分別淘汰莫瑞州立大学與辛辛那提大学，晉級到16強後敗給了頭號種子杜克大學。威廉斯獲選為十大聯盟第一陣容。
伊利諾伊大學在主力陣容變動不大的狀況下，備受外界看好。威廉斯也帶領球隊打出常規賽29場不敗的佳績，最終以37勝2負的成績完成球季。在NCAA總錦標中被列為第一種子，一路打到冠軍賽最終不敵北卡大學。
賽季結束後威廉斯獲得許多獎項，包括連續兩年入選十大聯盟第一陣容、被評為芝加哥地區最傑出球員、入選全美第二陣容等等榮譽，即便在三衛陣容中始終是第三得分點，儘管最終未能帶領球隊奪冠，威廉斯仍然獲得了最高評價，被球隊總教練布魯斯·韋伯稱為「球隊的MVP」，歷經三年大學籃壇的歷練，威廉斯宣告將參加2005年NBA選秀。

### 大學生涯統計
| 年份     | 所屬球隊       | 出賽場次 | 先發出賽 | 上場時間 | 投籃命中率 | 3分命中率 | 罰球命中率 | 籃板 | 助攻 | 抄截 | 阻攻 | 場均得分 |
| -------- | -------------- | -------- | -------- | -------- | ---------- | --------- | ---------- | ---- | ---- | ---- | ---- | -------- |
| 2002-03  | 伊利諾伊戰鬥隊 | 32       | 30       | 27.1     | 42.6%      | 35.4%     | 53.3%      | 3.0  | 4.5  | 1.4  | 0.2  | 6.3      |
| 2003-04  | 伊利諾伊戰鬥隊 | 30       | 29       | 33.9     | 40.8%      | 39.4%     | 78.7%      | 3.2  | 6.2  | 1.0  | 0.3  | 14.0     |
| 2004-05  | 伊利諾伊戰鬥隊 | 39       | 39       | 33.7     | 43.3%      | 36.4%     | 67.7%      | 3.6  | 6.8  | 1.0  | 0.2  | 12.5     |
| 大學生涯 | 大學生涯       | 101      | 98       | 31.7     | 42.2       | 37%4      | 68.5%      | 3.3  | 5.9  | 1.1  | 0.2  | 11.0     |

## 職業生涯

### NBA 選秀
威廉斯原本和隊友布朗、海德一同準備2005年NBA選秀，但布朗於訓練營中受傷退出選秀重回校園。選秀會前，在前兩順位幾乎被認定是安德魯·波格特與馬文·威廉姆斯的情形下，威廉斯與另外兩名控球後衛克里斯·保羅、雷蒙德·費爾頓的探花郎之爭反而成為選秀會的最大亮點，最終握有探花籤的猶他爵士隊選擇了威廉斯，使得他成為了母校伊利诺伊大学校史最高順位入選NBA的球員，而威廉斯的隊友盧瑟·海德則於首輪第24位被休斯頓火箭選中。

### 猶他爵士（2005～2011）
05-06賽季
爵士隊在第三順位選中威廉斯，猶他球迷與球團都對其抱持高度期待，但在老教練傑瑞·史隆執教下，史隆並不打算給威廉斯特別待遇且讓他從板凳出發，在賽季中威廉斯一度被扶正又被降回板凳，在季中甚至有與教練溝通不良的傳聞，而第4順位的新秀克里斯·保罗表現出眾被視為紐奧良黃蜂的救世主形成強烈對比，當時人們認為猶他爵士選擇威廉斯是一個錯誤，但最終威廉斯選擇聽從史隆教練的安排，季末開始站穩先發位置，賽季結束後以場均10.8分、4.5助攻，入選NBA新秀最佳陣容，及出賽NBA新秀挑戰賽且在最佳新秀評選中取得了1票使得克里斯·保罗未能全票當選。
06-07賽季
威廉斯成為球隊先發主控後表現大躍進，場均16.2分、9.3助攻與保羅比較也不落下風，其中威廉斯以9.3次助攻排名助攻榜第二名僅次於史蒂夫·奈許。而爵士隊威廉斯的成長與上賽季受傷並困擾的主力大前鋒卡洛斯·布瑟滿血回歸的情況，迅速重回西區強權之林，開季便打出的12勝1負聯盟最佳的戰績，更是爵士隊隊史最佳的開季成績。球隊亦順利打入睽違三年的季後賽。季後賽中威廉斯率隊一路過關斬將，打至西區決賽才敗給聖安東尼奧馬刺。威廉斯於季後賽的出色表現更令人不禁聯想起爵士隊的傳奇後衛約翰·斯托克頓，有人認為威廉斯就是年輕的斯托克頓，也有人認為威廉斯比斯托克頓二年生的時候更出色。威廉斯第一次打進季後賽就有如此出色表現令眾人感到驚訝，威廉斯成為人們眼中的明日巨星。
2007年1月24日，威廉斯在對陣孟菲斯灰熊隊的比賽中創造了職業生涯最高的21次助攻。
07-08賽季
威廉斯持續的成長全勤出賽82場繳出場均18.8分、10.5助攻，其中排名當季助攻榜第3位，雖然繳出明星級成績單威廉斯仍未能選入全明星赛，但德隆·威廉斯在NBA全明星赛技術挑戰赛中，擊敗了衛冕冠軍德韦恩·韦德以及克里斯·保罗等诸多好手成为了技術挑戰赛冠军，而25.5秒成績更是寫下賽事的新紀錄。季終，威廉斯帶領爵士隊取得西區第四種子前進季後賽，首輪以4：2淘汰休士頓火箭但在西區半決賽中2：4不敵洛杉磯湖人，在季後賽中威廉斯繳出場均21.6分、10.0助攻兩項數據皆領先全隊，賽季結束威廉斯憑藉單季有52場繳出助攻得分雙十以上的好表現，入選NBA年度第二隊。
08-09賽季
由於在季前熱身賽中受傷，使得威廉斯錯過開季15場賽事中的13場，威廉斯在11月26日對決曼菲斯灰熊的比賽復出，並帶領球隊度過了一段飽受傷兵困擾(包括卡洛斯·布泽尔和安德烈·基里连科)的時期，儘管再次繳出亮眼的表現但威廉斯再次無緣入選全明星賽，威廉斯也已連續5場得分30分以上做出回應，縱然在威廉斯強勢的表現下，球隊連三年闖入季後賽，但受傷病影響球隊戰績不如前兩年亮眼，到了季後賽，也在首輪連兩年遭到洛杉磯湖人淘汰。
2009年3月1日，對決勇士隊的比賽中威廉斯以20次助攻帶領球隊獲勝，這也是他生涯第4次繳出單場20次助攻以上的表現。
09-10賽季
威廉斯雖然各項數據持平，但生涯首度入選NBA全明星，並帶領猶他爵士以西區第五名闖進季後賽，但由於隊上主力前鋒安德烈·基里连科始終受傷病困擾，且在季末進入傷兵名單，加上首輪對決丹佛金塊的系列賽中，第一戰主力中鋒梅米特·奥库就受傷，讓外界認為爵士隊將會止步於第一輪，就在此時威廉斯展現出爆發性的表現，在第二戰得到33分和14助攻，成了爵士隊隊史上自約翰·斯托克頓第二位能在季後賽繳出30分外帶10助攻以上表現的球員，威廉斯在系列賽前五戰，連續五場至少20分10助攻的表現，締造了聯盟新紀錄，威廉斯成為NBA史上第一位在單一系列賽能有如此表現的球員，這也使得威廉斯在第五戰結束的賽後訪談中自信表示自己是聯盟第一的控球後衛，可惜在第六戰中威廉斯表現一般僅得到14分、10助攻未能延續紀錄，不過爵士隊帶走了勝利並晉級第二輪，在西區半決賽中爵士隊再次遭遇在過去兩年淘汰他們的衛冕冠軍洛杉磯湖人，外界本預料將有一番激鬥，即便威廉斯的表現依舊優異，但爵士隊最終仍遭到直落四橫掃出局。
10-11賽季
爵士隊陣容有了不小的變動，威廉斯長年的擋拆搭檔卡洛斯·布瑟以自由球員身分投奔芝加哥公牛，爵士隊則以交易特例換來艾爾·傑佛森，希望彌平布瑟離隊的空缺，但即便威廉斯、傑佛森、保罗·米尔萨普等主力球員表現出色，但爵士隊戰績始終在5成左右徘徊，球季中屢次傳出威廉斯對球隊現況有所不滿，傳聞越演越烈，並導向威廉斯與總教練傑瑞·史隆兩人之間的不合，而在2011年2月7日執掌爵士隊23年的老教練史隆閃電宣布辭職，也發軒然大波，即便史隆教練並未直接表明辭職的原因，威廉斯也出面澄清從未逼迫教練辭職，但這阻止不了眾人將矛頭指向威廉斯，而就在不久之後，威廉斯也被爵士隊閃電交易到紐澤西籃網，威廉斯本季為爵士隊出賽53場，場均21.3分、9.7助攻連續兩年入選全明星賽，諷刺的是就在明星賽結束後兩天爵士隊便發布了交易消息，爵士隊以威廉斯換得了籃網主控德文·哈里斯和潛力前鋒德里克·费佛斯，最終威廉斯只能不光彩地離開了將他培育成全明星的猶他。

### 紐澤西/布魯克林籃網（2011～2015）
威廉斯的到來替重建中的籃網隊帶來衝擊季後賽的希望以及更多鎂光燈的注目，儘管由於手腕的傷勢使得威廉斯本季只為籃網出賽12場，場均15分、12.8助攻，其中球隊取得4勝8負並不出色，但威廉斯對於比賽的影響力卻是顯而易見的，威廉斯在場上時籃網隊成為明星賽過後場均得分最高的球隊，同時隊友布魯克·羅培茲與克里斯·哈弗里斯也受益於威廉斯的助攻使得場均得分有所提升，賽季結束後，一方面籃網隊希望透過自由球員市場提升球隊競爭力，一方面積極爭取與威廉斯續約的可能。
2011年NBA勞資談判破裂，而在封館期間威廉斯曾短暫前往土耳其效力貝西克塔斯籃球俱樂部在當地比賽中有單場50分的表現，再返回NBA前威廉斯所穿的8號球衣受到貝西克塔斯籃球俱樂部所退休。
11-12賽季
返回NBA迎來在紐澤西第一個完整賽季，就結果而論是失敗的賽季，陣中明星中鋒布鲁克·洛佩斯因傷整季只出賽5場比賽，這使得威廉斯必須肩負起整個球隊，雖然威廉斯繳出場均21分8.8助攻的成績單，連續第三年入選全明星賽，但命中率是生涯最低的40.7%，而籃網戰績也只有慘澹的22勝44敗。賽季結束後威廉斯投身自由球員市場不少球隊都對其感興趣，其中以威廉斯的家鄉球隊達拉斯小牛最積極，但威廉斯更希望留在一支具有足夠競爭力的球隊，實際上在賽季中威廉斯就曾表示希望球隊可以有所補強，而籃網球團的補強包括續留季末交易得到傑拉德·華勒斯、羅培茲並得到明星搖擺人喬·強森的加盟，最終威廉斯同意以5年9870萬美金續留布魯克林籃網，這也使得籃網隊搖身一變成為東區不容忽視的新勢力。
2012年3月4日，威廉姆斯在對陣夏洛特山貓的比賽中得到職業生涯新高的57分，締造籃網隊隊史新紀錄，這是單一球員對陣山貓隊單場最次高得分，僅次於科比·布萊恩，同時是本賽季NBA球員單場最高得分紀錄。
12-13賽季
雖然休賽季球團大動作補強，球隊也風光搬了新場館到布魯克林，然而籃網隊季初的表現差強人意，這也使得總教練艾弗里·约翰逊遭到撤換由助理教練P·J·卡勒西莫代理，威廉斯本季飽受腳踝傷勢困擾，成績不盡理想，明星賽前只有16.7分、7.6助攻、投籃命中率41.3%，這可不是能夠競爭聯盟第一控球的表現，這也讓他受到不少撻伐，威廉斯連續入選明星賽的紀錄也因此中斷，但在經過明星賽的休息以及適當的治療後，明星賽後成績突飛猛進，之前的身手也慢慢地找回來，成績是22.9分8助攻，投籃命中率48.1%，三分命中率更是高標的42%，最終整季18.9分、7.7助攻帶領球隊取得49勝33負的戰績以東區第四種子闖入季後賽，但在首輪苦戰7場後敗給了缺少頭號球星德瑞克·羅斯的芝加哥公牛，結束這個賽季。
2013年3月8日，對陣華盛頓巫師的比賽中，拿下本季新高的42分外帶11顆三分球，威廉斯在上半場命中9顆三分創下NBA的新紀錄。
13-14賽季
經歷上賽季的失利後籃網球團再次大動作補強球隊，首先在2013年6月13日，宣布由傑森·基德接任總教練，並簽下三年合約，並在休賽季中成功交易到凱文·賈奈特與保羅·皮爾斯外加傑森·泰瑞三位有冠軍經驗的明星級老將，在這樣的操作下使得籃網隊再次成為鎂光燈的焦點，威廉斯在五位有全明星經驗的先發陣容中被視為球隊的關鍵人物，外界寄予高度期望。然而就結果而言，不論是球隊或是威廉斯個人都沒有達到外界預期的高度，威廉斯本賽季始終受限於腳踝傷病，只繳出14.3分、6.1助攻這是他新秀賽季以來最差的表現，球隊則獲得相較去年更差的戰績，以44勝38負東區第六種子前進季後賽，雖然在季後賽首輪的系列賽中憑藉老將們精彩的發揮以大比分4：2淘汰多倫多暴龍，但在東區半決賽中1：4不敵邁阿密熱火，威廉斯低迷的表現持續季後賽特別賽第二輪對熱火的系列賽中只有11.2分、6.2次助攻的表現，最終令人失望地畫下這雷聲大雨點小賽季的句點。
14-15賽季
由於上個賽季的低迷，使得威廉斯受到不少批評，而威廉斯也在休賽季期間進行了雙腳腳踝的手術，雖然個人期望重回巔峰狀態但外界並不看好，再加上上個賽季季後賽有亮眼表現的老將皮爾斯離隊，籃網隊前景黯淡而威廉斯在球隊內的地位也受到動搖。賽季開始後德隆·威廉斯僅在季初有短暫復甦的跡象，並在賽季第二周被評為東區單周最佳球員。但威廉斯的好表現沒有持續太久反倒再度陷入低迷不振，季中更一度被贾莱特·杰克取代先發位置，賽季場均13分、6.6助攻、投籃命中率不到四成，顯然威廉斯不再是過往那個全明星級的控球後衛，即便球隊仍然打進季後賽，但首輪遭遇第一種子亞特蘭大老鷹的系列賽中威廉斯徹底被與之對位的傑夫·蒂格給比了下去，6場賽事中有3場得分在5分以內，僅在第4戰有35分、7助攻、5籃板曇花一現的演出，其中35分是威廉斯本季新高也是追平個人生涯季後賽的最高得分紀錄，賽季結束後籃網隊決心重建並放棄威廉斯，最終雙方協議籃網將以2750萬美元分五年支付的條件買斷威廉斯剩餘兩年近4500萬美元的合約，同時威廉斯決定加入達拉斯小牛。

### 達拉斯小牛（2015～2017）
15-16賽季
2015年7月14日，威廉斯正式以2年1000萬美元的薪資加盟家鄉球隊達拉斯小牛，來到達拉斯之後威廉斯的狀態回穩，雖然無法與過往相比但也成為小牛隊在德克·諾威斯基之後的第二進攻點，幫助球隊以西區第六種子進軍季後賽，但在首輪對決俄克拉荷马城雷霆的賽事中受傷勢影響僅出戰前3場便沒再出賽，賽季結束後威廉斯預計跳脫合約成為自由球員。
2016年3月20日，對陣波特蘭拓荒者的比賽中，威廉斯獲得了31分16助攻，是自1996年傑森·基德以來第二位能有如此表現的球員，這也是威廉斯本賽季的最佳表現。
16-17賽季
2016年7月8日，威廉斯與小牛隊重新簽約繼續會達拉斯效力，本賽季威廉斯表現平穩但在季中再次受傷，在威廉斯缺賽期間球隊找來約吉·費雷爾表現出色並站穩先發位置，最終小牛隊與威廉斯協議全額買斷，讓威廉斯能如願加盟有冠軍競爭力的球隊。
2017年1月22日，威廉斯在對陣洛杉磯湖人的比賽中獲得8次助攻，生涯累計6,715次助攻超越凯文·约翰逊進入NBA歷史助攻榜第20位。

### 克里夫蘭騎士（2017）
2017年2月27日，威廉斯正式以老將底薪加盟克里夫蘭騎士，期望能在生涯末期一圓冠軍夢，來到騎士隊威廉斯主要擔任凱里·厄文的替補表現平穩但仍未達到人們期盼的水準，隨隊進入季後賽一路晉級至冠軍賽，但在冠軍賽中威廉斯表現失常，系列賽5場賽事中有4場得分掛零，最終騎士1：4敗給了金州勇士，威廉斯非但沒能一圓冠軍夢反而成為眾矢之的，賽季結束後威廉斯沒有與任何球隊簽約。
威廉斯自2017年6月12日總冠軍賽結束後，便未從出賽任何一場比賽，雖然威廉斯至今尚未正式宣布退役，但似乎已遠離籃球生活。

## 國家隊生涯
2008年6月23日，威廉斯被選為08年北京奧運美國男籃隊的成員，贏得金牌的過程中保持全勝，並擊敗了06年世錦賽的冠軍西班牙國家隊一雪了04年雅典奧運失利的恥辱，重奪美國隊男籃金牌的地位，在奧運會的8場比賽中，威廉姆斯場均得到8.0分，得到2.8次助攻。
2012年1月，威廉斯再次入選為2012年倫敦奧運美國男籃隊的成員，威廉斯隨隊連續二屆奧運會獲得金牌，在奧運會期間，他場均得到9.0分，場均4.6次助攻。

## NBA 生涯數據
| 粗體 | 生涯最高 |

### 例行賽
| 賽季     | 球隊         | GP  | GS  | MPG  | FG%   | 3P%   | FT%   | RPG | APG  | SPG | BPG | PPG  |
| -------- | ------------ | --- | --- | ---- | ----- | ----- | ----- | --- | ---- | --- | --- | ---- |
| 2005–06  | 猶他爵士     | 80  | 47  | 28.8 | 42.1% | 41.6% | 70.4% | 2.4 | 4.5  | 0.8 | 0.2 | 10.8 |
| 2006–07  | 猶他爵士     | 80  | 80  | 36.9 | 45.6% | 32.2% | 76.7% | 3.3 | 9.3  | 1.0 | 0.2 | 16.2 |
| 2007–08  | 猶他爵士     | 82  | 82  | 37.3 | 50.7% | 39.5% | 80.3% | 3.0 | 10.5 | 1.1 | 0.3 | 18.8 |
| 2008–09  | 猶他爵士     | 68  | 68  | 36.8 | 47.1% | 31.0% | 84.9% | 2.9 | 10.7 | 1.1 | 0.3 | 19.4 |
| 2009–10  | 猶他爵士     | 76  | 76  | 36.9 | 46.9% | 37.1% | 80.1% | 4.0 | 10.5 | 1.3 | 0.2 | 18.7 |
| 2010–11  | 猶他爵士     | 53  | 53  | 37.9 | 45.8% | 34.5% | 85.3% | 3.9 | 9.7  | 1.2 | 0.2 | 21.3 |
| 2010–11  | 紐澤西籃網   | 12  | 12  | 38.0 | 34.9% | 27.1% | 79.3% | 4.6 | 12.8 | 1.3 | 0.3 | 15.0 |
| 2011–12  | 紐澤西籃網   | 55  | 55  | 36.3 | 40.7% | 33.6% | 84.3% | 3.3 | 8.7  | 1.2 | 0.4 | 21.0 |
| 2012–13  | 布魯克林籃網 | 78  | 78  | 36.4 | 44.0% | 37.8% | 85.9% | 3.0 | 7.7  | 1.0 | 0.4 | 18.9 |
| 2013–14  | 布魯克林籃網 | 64  | 58  | 32.2 | 45.0% | 36.6% | 80.1% | 2.6 | 6.1  | 1.5 | 0.2 | 14.3 |
| 2014–15  | 布魯克林籃網 | 68  | 55  | 31.1 | 38.7% | 38.6% | 83.4% | 3.5 | 6.6  | 0.9 | 0.3 | 13.0 |
| 2015–16  | 達拉斯小牛   | 65  | 63  | 32.4 | 41.4% | 34.4% | 86.9% | 2.9 | 5.8  | 0.9 | 0.2 | 14.1 |
| 2016–17  | 達拉斯小牛   | 40  | 40  | 29.3 | 43.0% | 34.8% | 82.1% | 2.6 | 6.9  | 0.6 | 0.1 | 13.1 |
| 2016–17  | 克里夫蘭騎士 | 20  | 4   | 20.3 | 46.3% | 41.5% | 84.0% | 1.9 | 3.6  | 0.3 | 0.3 | 7.5  |
| 職業生涯 | 職業生涯     | 845 | 771 | 34.2 | 44.5% | 35.7% | 82.2% | 3.1 | 8.1  | 1.0 | 0.2 | 16.3 |
| 明星賽   | 明星賽       | 3   | 0   | 21.3 | 55.2% | 50.0% | 0.0%  | 2.3 | 5.7  | 2.0 | 0.7 | 13.0 |

### 季後賽
| 賽季     | 球隊         | GP | GS | MPG  | FG%   | 3P%   | FT%   | RPG | APG  | SPG | BPG | PPG  |
| -------- | ------------ | -- | -- | ---- | ----- | ----- | ----- | --- | ---- | --- | --- | ---- |
| 2007     | 猶他爵士     | 17 | 17 | 38.6 | 45.2% | 33.3% | 79.0% | 4.3 | 8.6  | 1.5 | 0.2 | 19.2 |
| 2008     | 猶他爵士     | 12 | 12 | 42.8 | 49.2% | 50.0% | 77.3% | 3.6 | 10.0 | 0.6 | 0.3 | 21.6 |
| 2009     | 猶他爵士     | 5  | 5  | 42.2 | 41.4% | 36.0% | 82.9% | 3.8 | 10.8 | 1.8 | 0.4 | 20.2 |
| 2010     | 猶他爵士     | 10 | 10 | 39.8 | 45.0% | 39.2% | 80.2% | 2.7 | 10.2 | 1.0 | 0.4 | 24.3 |
| 2013     | 布魯克林籃網 | 7  | 7  | 41.7 | 42.5% | 39.5% | 82.2% | 3.1 | 8.4  | 1.0 | 0.6 | 20.6 |
| 2014     | 布魯克林籃網 | 12 | 12 | 35.7 | 39.5% | 34.0% | 80.0% | 3.2 | 5.8  | 1.1 | 0.2 | 14.5 |
| 2015     | 布魯克林籃網 | 6  | 6  | 32.0 | 39.1% | 42.3% | 85.7% | 6.2 | 5.5  | 1.3 | 0.0 | 11.8 |
| 2016     | 達拉斯小牛   | 3  | 3  | 16.3 | 33.3% | 42.9% | 0.0%  | 0.7 | 2.7  | 0.3 | 0.0 | 5.0  |
| 2017     | 克里夫蘭騎士 | 18 | 0  | 14.6 | 43.8% | 38.7% | 90.9% | 1.3 | 2.1  | 0.6 | 0.1 | 4.3  |
| 職業生涯 | 職業生涯     | 90 | 72 | 33.4 | 43.8% | 39.3% | 80.1% | 3.2 | 7.0  | 1.0 | 0.2 | 15.7 |

## 外部連結
- 德隆·威廉斯球員介紹—伊利诺伊大學
- 德隆·威廉斯球員資料—奇摩運動 （页面存档备份，存于）
- 德隆·威廉斯球員資料—NBA.com （页面存档备份，存于）（英文）
- 德隆·威廉斯球員資料—FIBA.com （页面存档备份，存于）（英文）

| 前任： 德韦恩·韦德 | NBA技巧赛冠军 2008年 | 繼任： 德瑞克·羅斯 |